# Niklas Backman
Niklas Alexander Backman (Västerås, 13 novembre 1988) è un ex calciatore svedese, di ruolo difensore.

## Carriera

### Club
Backman è cresciuto nelle giovanili del Skiljebo, club minore della sua città natale Västerås in cui ha iniziato a giocare quando aveva 4 anni. Nel 2006 con la prima squadra ha vinto il campionato di Division 2 Norra Svealand.
Nel 2008 è passato al Väsby United, disputando due campionati di seconda serie. Al termine di questo periodo ha firmato un triennale con l'AIK, che già lo aveva acquistato nel corso dell'estate 2009 pur lasciandolo giocare nel club di provenienza fino alla fine dell'anno. Ha debuttato in Allsvenskan il 20 marzo 2010, quando è subentrato a Bojan Djordjić nei minuti finali del match esterno contro il Brommapojkarna. Il 31 agosto 2011 ha prolungato il suo contratto con l'AIK fino al termine della stagione 2014. In nerogiallo è rimasto complessivamente per quattro stagioni, durante le quali ha ricoperto il ruolo di titolare in gran parte delle partite in calendario. Nel corso dell'Allsvenskan 2013, tuttavia, è riuscito a collezionare solo dieci presenze, complici anche alcuni problemi a un ginocchio.
Nel febbraio 2014 il club svedese ha ufficializzato la cessione di Backman ai cinesi del Dalian Aerbin. Nel paese asiatico ha disputato il campionato di Super League 2014 e quello di League One 2015.
È ritornato a giocare in Europa nel gennaio 2016, quando ha firmato con i danesi dell'Aarhus. Nel febbraio 2019 ha iniziato a indossare la fascia da capitano, nel corso di una stagione che lo ha visto assente prima per tre mesi a causa di una meningite virale e poi ancora fuori causa da febbraio fino al termine della stagione a causa di una commozione cerebrale riportata nel corso di un allenamento.
Il 14 ottobre 2021 è stato reso noto che il trentaduenne Backman si sarebbe ritirato dal calcio giocato dopo aver consultato i medici, a seguito del persistere di alcuni sintomi derivanti dagli infortuni alla testa occorsogli in precedenza.

### Nazionale
Già membro della nazionale Under-21, Backman ha debuttato con la divisa della nazionale maggiore il 19 gennaio 2011 in occasione dell'amichevole internazionale contro il Botswana.

## Palmarès
- Supercoppa di Svezia: 1

AIK: 2010